# Messier 21
Messier 21 hay M21 (còn được định danh là NGC 6531) là một cụm sao mở chứa các sao trong chòm sao Nhân Mã. Nó được Charles Messier phát hiện và định danh vào ngày 5 tháng 6 năm 1764.
M21 là một cụm sao tương đối trẻ, mới 4,6 triệu năm tuổi. Nó chứa khoảng 57 ngôi sao. Có một ngôi sao khổng lồ xanh mờ đã được nhận ra trong cụm, nhưng Messier 21 chủ yếu chứa các sao nhỏ mờ. Với cấp sao 6,5, M21 không thể nhìn thấy được bằng mắt thường; tuy thế, bằng một ống nhòm nhỏ chúng ta cũng có thể quan sát được nó vào lúc trời tối.